# Nicolaus spinosissimus
Nicolaus spinosissimus är en insektsart som beskrevs av Stiller 1998. Nicolaus spinosissimus ingår i släktet Nicolaus och familjen dvärgstritar. Inga underarter finns listade i Catalogue of Life.